# HMS King George V (1911)
L'HMS King George V va ser un cuirassat britànic de la classe King George V tipus dreadnought construït per a la Royal Navy al 1911.

## Construcció i disseny
La seva construcció començà el 16 de gener de 1911 a les drassanes HMNB de Portsmouth, on va ser avarat el 9 d'octubre de 1911, acabant de ser enllestit durant el 1912.
Tenia un desplaçament de 23.400 tones i l'armament principal compost per deu canons de 343 mm (13,5”) muntats sobre cinc torres dobles situades sobre la línia de cruixia i una bateria secundària de setze canons de 10 mm (4”) amb una tripulació de 870 homes, que va ser incrementada substancialment en 1916 fins als 1.110.

## Història
A l'inici de la contesa, el King George V formava part de la segona esquadra de combat de la Gran Flota britànica. El 27 d'octubre de 1914, la segona esquadra de combat, composta pels «super-dreadnoughts» HMS King George V, HMS Ajax, HMS Centurion, HMS Audacious, HMS Monarch, HMS Thunderer i HMS Orion, van abandonar Lough Swilly per realitzar uns exercicis de tir, en el transcurs dels quals, va resultar enfonsat el Audacious en xocar amb una mina al nord de la costa de Donegal.
Va prendre part en la batalla naval de Jutlàndia, on va liderar la primera divisió de la segona esquadra de combat. Els seus bessons foren els vaixells HMS Centurion, HMS Audacious i HMS Ajax; tres d'ells van sobreviure a la Primera Guerra Mundial en perdre's el HMS Audacious després de xocar amb una mina al nord de la costa d'Irlanda
El King George V va ser donat de baixa en 1919, i usat com a vaixell d'entrenament per a cadets entre 1923 i 1926. Va ser venut per a desballestament al desembre de 1926.